# Guerre et Passion
Pour plus de détails, voir Fiche technique et Distribution.
Guerre et Passion (Hanover Street) est un film dramatique britannique réalisé par Peter Hyams et sorti en 1979.

## Synopsis
Durant la Seconde Guerre mondiale, le lieutenant américain David Halloran, qui pilote un B-25 pour la 8th Air Force, est en poste en Angleterre. À Hanover Square à Londres, il fait la connaissance de Margaret, une infirmière anglaise. C'est le coup de foudre immédiat bien qu'elle soit déjà mariée, ce qu'elle dissimule à son amant américain.
Peu de temps après, David est choisi pour amener un agent du service de renseignements britannique derrière les lignes ennemies en France. Au cours de cette mission périlleuse, il se rend compte que l'agent en question est le mari de Margaret, Paul Sellinger. Les deux hommes devront s'unir afin de survivre à cette mission.

## Fiche technique
Sauf indication contraire, les informations mentionnées dans cette section peuvent être confirmées par la base de données cinématographiques IMDb,  présente dans la section « Liens externes ».
- Titre français : Guerre et Passion
- Titre original : Hanover Street
- Réalisation et scénario : Peter Hyams
- Musique : John Barry
- Direction artistique : Malcolm Middleton et Robert Cartwright sous la direction de Philip Harrison
- Construction : Jeff Woodbrige
- Costumes : Joan Bridge et John Wilson-Apperson
- Maquillage : Peter Robb-King
- Coiffures : Colin Jamison
- Photographie : David Watkin
- Ingénieur du son : Robin Gregory
- Effets spéciaux : Martin Gutteridge
- Sociétés d'effets visuels : Van der Veer Photo Effects, Modern Film Effects et General Screen Enterprises, Ltd
- Cascades : Alan Stuart
- Montage : James Mitchell
- Montage sonore : Robert Henderson pour les effets sonore et Ken Hall pour la musique
- Producteurs : Paul N. Lazarus III, Michael Rachmil, Harry Benn et Gordon L.T. Scott
- Sociétés de production : Columbia Pictures et Hanover Street Productions
- Distribution : Columbia Pictures
- Budget : 5 000 000 $[1]
- Format : Couleurs (Technicolor) - 2,35:1 - Stéréo (Dolby) - 35 mm - filmé avec du matériel Panavision
- Genre : drame, action, aventure, romance, guerre
- Durée : 109 minutes
- Pays de production :  Royaume-Uni
- Langues originales : anglais et allemand
- Dates de sortie :
  -  États-Unis : 18 mai 1979
  -  France : 28 septembre 1979

## Distribution
- Harrison Ford (VF : Claude Giraud) : le lieutenant David Halloran
- Lesley-Anne Down (VF : Évelyn Séléna) : Margaret Sellinger
- Christopher Plummer (VF : Bernard Woringer) : Paul Sellinger
- Alec McCowen : Major Trumbo
- Richard Masur (VF : Jacques Ferrière) : le second lieutenant Jerry Cimino, cannonier
- Michael Sacks (VF : Mario Santini) : le second lieutenant Martin Hyer, copilote
- Patsy Kensit (VF : Marie-Françoise Sillière) : Sarah Sellinger
- Max Wall : Harry Pike
- Shane Rimmer (VF : Jean-Claude Michel) : le colonel Ronald Bart
- Keith Buckley : le lieutenant Wells
- Sherrie Hewson (VF : Paule Emanuele) : Phyllis
- Cindy O'Callaghan : Paula
- Di Trevis (VF : Sylvie Feit) : Elizabeth
- Suzanne Bertish (VF : Maryse Meryl) : la fille française
- Keith Alexander : le soldat dans la grange
- Jay Benedict : le caporal Daniel Giler
- John Ratzenberger : le sergent John Lucas
- Eric Stine : Farrell
- Hugh Fraser (VF : Georges Aubert) : le capitaine Harold Lester
- William Hootkins (VF : Antoine Marin) : Beef
- Kristine Howarth : la volontaire à l'hôpital
- Shaun Scott : homme à l'hôpital #1
- Ronald Letham : homme à l'hôpital #2
- Lesley Ward (VF : Jeanine Freson) : l'infirmière
- Eugene Lipinski : le premier transcripteur allemand
- Gary Waldhorn : le second transcripteur allemand
- John Rees : un sergent SS
- Seymour Matthews : soldat #1
- Tony Sibbald : le mécanicien
- George Pravda : le fermier français
- Harry Brooks Jr. : l'officier SS chargé de la voiture de service
- Eddie Kidd : le cascadeur moto

## Production
Le tournage a lieu en Angleterre : dans le Hertfordshire (sur la base de Bovingdon, studios d'Elstree), dans le Gloucestershire (base de Little Rissington), dans le Oxfordshire (Woodstock) et sur le East Somerset Railway à Shepton Mallet dans le Somerset.

## Autour du film
- Le concept du film n'est pas sans rappeler celui de Casablanca : une femme déjà mariée rencontre un autre homme dont elle tombe amoureuse puis entame une liaison avec lui. Par la suite, l'amant et le mari se retrouve en contact, ce dernier exprimant son amour pour sa femme bien qu'il ne sache pas le dire. Après une aventure mouvementée, l'amant renonce finalement à son amour pour l'héroïne, jugeant qu'elle pourrait regretter tôt ou tard d'avoir quitté son mari.
- À l'origine, le rôle de David Halloran devait être tenu par Kris Kristofferson. Mais ce dernier abdiqua quelques jours avant le tournage. Il fut remplacé à la dernière minute par Harrison Ford qui tient ici, pour la première fois, un premier rôle. Celui-ci débuta le tournage du film quelques jours après celui de L'Ouragan vient de Navarone. Entre-temps, l'acteur est retourné à Los Angeles, le temps de régler son divorce avec sa première femme Mary.
- Ce film marqua un tournant dans la carrière de Harrison Ford. L'acteur donnait enfin et pour la première fois son premier baiser à l'écran. Il bénéficiait en plus d'une vraie scène d'amour (restée tout de même chaste). À noter qu'initialement, Ford devait donner son premier baiser en tant que Han Solo dans Star Wars. En effet une scène de la cantina de Mos Eisley, coupée au montage, montrait le contrebandier flirter avec une entraîneuse nommée Jenny peu avant d'accueillir Luke Skywalker et Obi-Wan Kenobi.
- Bien qu'âgée de onze ans, la jeune Patsy Kensit en était déjà à son septième film après notamment Gatsby le Magnifique avec Robert Redford et Gold avec Roger Moore.
- Déçu par la qualité du film, Harrison Ford a refusé de voir le résultat final.
- Dans la version française, Harrison Ford est doublé par le comédien Claude Giraud. Celui-ci deviendra par la suite la première voix française d'Indiana Jones dans Les Aventuriers de l'arche perdue avant d'être remplacé par Francis Lax puis Richard Darbois dans les films suivants.